# 音乐学院站
音乐学院站是杭州地铁6号线富阳段的一座车站，位于中华人民共和国浙江省杭州市西湖区转塘街道镇中路（G325国道路段）和环山路、知音路（交汇口平行道路）交汇处之间，杭七中与音乐学院前。2020年12月30日开放

## 结构
音乐学院站为地下岛式站台，沿镇中路（G325国道路段）地下呈东西向布置。在站台西侧设有两股折返线，在6号线富阳段因故需要停运时，往桂花西路站方向的列车将会以本站作为终点站。

## 设计
车站位于浙江音乐学院附近处，主题是“音韵艺术”，由徐梁设计，在站台和站厅以混凝土、金属以及色彩三种不同元素材质,演绎三种不同的节奏,并划分着行径的间距,与人、与建筑、与音乐之间发生着更多的关系和联想。